# Marta Kankofer
Marta Elżbieta Kankofer – polska biochemik, dr hab. nauk weterynaryjnych, profesor, kierownik Katedry Biochemii, oraz była prodziekan Wydziału Medycyny Weterynaryjnej Uniwersytetu Przyrodniczego w Lublinie.

## Życiorys
26 maja 1994 obroniła pracę doktorską Badania nad aktywnością i właściwościami fizyczno-chemicznymi dehydrogenazy 15-hydroksyprostaglandynowej u krów w łożysku prawidłowo wydalonym i zatrzymanym, 13 czerwca 2002 habilitowała się na podstawie pracy zatytułowanej Badania nad równowagą oksydacyjno/antyoksydacyjną w fizjologicznie wydalonym i zatrzymanym łożysku krów. 13 marca 2009 uzyskała tytuł profesora nauk weterynaryjnych. Awansowała na stanowisko profesora zwyczajnego w Katedrze Biochemii i Fizjologii Zwierząt na Wydziale Medycyny Weterynaryjnej Uniwersytetu Przyrodniczego w Lublinie.
Jest profesorem i kierownikiem w Katedrze Biochemii, a także prodziekanem na Wydziale Medycyny Weterynaryjnej Uniwersytetu Przyrodniczego w Lublinie.
Została sekretarzem naukowym Polskiego Towarzystwa Nauk Weterynaryjnych i członkiem Komitetu Nauk Weterynaryjnych i Biologii Rozrodu PAN.

## Odznaczenia
- Złoty Medal za Długoletnią Służbę (2023)[3]